# Gulltry
Gulltry (Lonicera chrysantha) är en kaprifolväxtart som beskrevs av Porphir Kiril Nicolai Stepanowitsch Turczaninow. Enligt Catalogue of Life ingår Gulltry i släktet tryar och familjen kaprifolväxter, men enligt Dyntaxa är tillhörigheten istället släktet tryar och familjen kaprifolväxter. Arten förekommer tillfälligt i Sverige, men reproducerar sig inte. Utöver nominatformen finns också underarten L. c. koehneana.